# شورای پناهندگان
شورای پناهندگان (انگلیسی: Refugee Council) یک سازمان مترقی در انگلستان است که با پناهندگان و پناهجویان سروکار دارد. این سازمان به پناهندگان و پناهجویان خدمات مشاوره‌ای مجانی می‌دهد و نیز از سایر سازمان‌های پناهجویی و پناهندگی پشتیبانی و مشاوره دریافت می‌کند. این سازمان گزارش‌های متعدد و مقالات علمی در مورد موضوع پناهندگی منتشر کرده‌است و حامیان سیاسی و رسانه‌ای برای این موضوع را فراهم کرده‌است. شورا با مشارکت بسیاری از ارگان‌های پناهندگی موجود در انگلستان کار می‌کند، از جمله صلیب سرخ بریتانیا، شورای پناهندگی اسکاتلند، شورای پناهندگی ولز، خدمات پناهندگی شمال انگلستان، مرکز پناهندگی شمال، و اقدام پناهندگی.

## تاریخچه
شورای پناهندگی از ادغام دو سازمان مستقل شورای بریتانیائی برای پناهندگان(BCAR) و کنفرانس پایدار برای پناهندگان (SCOR) به وجود آمد. هردوی این سازمان‌ها در سال ۱۹۵۱ بدنبال ایجاد کنوانسیون مربوط به وضعیت پناهندگان سازمان ملل پایه‌گذاری شدند. این دو سازمان در ۱۹۵۸ در هم ادغام شدند تا شورای پناهندگی بریتانیایی را به وجود آورند که بعدها به دلیل پایه‌گذاری شوراهای پناهندگی گوناگون در سایر مناطق بنام شورای پناهندگان تغییر نام داد. آرشیو شورای پناهندگان در دانشگاه شرق لندن، (پردیس داکلند) نگهداری می‌شود.

## کار
دفتر مرکزی شورای پناهندگی در استراتفورد لندن قرار دارد. فعالیت‌های اصلی این سازمان خیریه تأمین حمایت و دادن مشاوره به پناهجویان و خود پناهندگان و سایر سازمان‌هایی است که کار تحقیق و سیاست در اینمورد را بعهده دارند و در حمایت از پناهندگان و پناهجویان مبارزه می‌کنند. شورای پناهندگی یکی از اعضای سازمانی مشارکت در حمایت از پناهندگی (Asylum Support Partnership) و نیز شورای اروپائی پناهندگان و تبعیدی‌ها (European Council on Refugees and Exiles (ECRE)) است.

## حمایت و مشاوره

### مشاوره عام
شورای پناهندگی یک معافیت از (OISC) دارد که بر طبق آن مشاورات مهاجرتی با در نظر گرفتن کیفیت مشاورات تأمین می‌کند. دفتر منطقه‌ای لندن، شرق انگلستان، میدلندز غربی و یورکشایر و هومبرساید خدمات زیر را به پناهندگان و پناهجویان ارائه می‌نماید:
- راهنمائی پناهجویان که کجا باید برای دادن درخواست پناهندگی مراجعه کنند.
- اطلاع‌رسانی دربارهٔ سیاست پراکندگی پناهندگان در انگلستان.
- دادن اطلاعات در مورد سایر ارگانهایی که می‌توانند کمک‌کار باشند.
- اطلاع‌رسانی دربارهٔ خدمات گوناگونی که پناهنده نیاز دارد از جمله مواجهه با مشکلاتی از قبیل مقابله با آزار تبعیض نژادی، دریافت خدمات بهداشتی.
- کمک‌های مفید به پناهجویان در صورتیکه درخواست آن‌ها از جانب UKBA رد شده باشد.

این خدمات هم حضوری در دفتر شورا و هم با تلفن شورا قابل دریافت است. دادن اطلاعات دربارهٔ چگونگی دریافت غذای مجانی، لباس، کلاس زبان و سایر خدمات به پناهندگان.

### مشاوره تخصصی
شورای پناهندگی در مورد کودکان بی سرپرست و نیز جوانان زیر ۱۸ سال یا نوجوانان بین ۱۸ تا ۲۱ سال خدمات مشاوره‌ای می‌دهد. اینگونه خدمات تخصصی شامل موارد زیر است:
- به پناهجو آموزش می‌دهند که چگونه درخواست پناهندگی را پر کنند و کودک را از پروسه قانونی این موضوع عبور دهد.
- و نفر همراه کودک فراهم می‌کنند تا او را در ادارات پناهندگی و پرسش و پاسخ‌ها یاری دهند.
- و نیز به هنگام نیاز کودک را به دکتر یا مراکز خدمات اجتماعی مربوطه راهنمایی کنند.

در سال ۲۰۱۱ خیریه‌ای برای دادن مشاوره رایگان چند زبانه (OLTAS) راه‌اندازی شد و به پناهجویان و پناهندگان بزبان خودشان مشاوره می‌داد.

## کارزارها
در سال ۲۰۰۵، شورای پناهندگی، کارزاری تحت عنوان «پیشداوری‌ها را باور نکنید» به راه انداخت که هدفش مقابله با چیزی است که به نظر آنان، خصومت و تبعیض نسبت به پناهجویان و پناهندگان است. در ۲۰۰۸ شورای پناهندگی با همکاری عفو بین‌الملل شعبه بریتانیا، بنیاد پزشکی و ۴۰ سازمان دیگر یک تشکیلاتی برپا کرد بنام هنوز همین‌جا هم انسانیتی وجود دارد، که هدفش برجسته کردن فقر و مشکلات هزاران پناهجویانی است‌که درخواست پناهندگی آن‌ها رد شده‌است، بود.
در ۲۰۱۱ یک کارزاری تحت عنوان مغرور از حفظ تعهدی که داریم و از حمایت بسیاری از مشاهیر برخوردار بود راه انداخت که در این رابطه ۱۰۰۰۰ امضا جمع‌آوری کرد. در ۲۰۱۲ نیز هنگام مبارزات انتخاباتی شهرداری لندن یک کارزار دیگری تحت عنوان لندن پناهندگان را دوست دارد راه انداخت.

## افراد کلیدی

### حامیان
- اما تامپسون
- هری کونزرو
- سر بیل موریس[۵]

### مدیران اصلی
- مارتین باربر. ۱۹۸۲–۱۹۸۸
- الف دوبس. ۱۹۸۸–۱۹۹۵
- نیک هاردویک. ژوئیه ۱۹۹۵ – ژانویه ۲۰۰۳
- مارگارت لالی. (در عمل) ۲۰۰۳ –اکتبر ۲۰۰۶
- ماإوه شرلاک. اوت ۲۰۰۳ – اکتبر ۲۰۰۶
- آنا رایسندبرگر (در عمل) اکتبر ۲۰۰۶ – مارس ۲۰۰۷
- دونا کاوی. مه ۲۰۰۷ – اکتبر ۲۰۱۲
- شان نیکلا (موقت) اکتبر ۲۰۱۲ – مارس ۲۰۱۳
- ماوریس ورن. مارس[۵] ۲۰۱۳